# Saint-Hilaire-sur-Erre
Saint-Hilaire-sur-Erre är en kommun i departementet Orne i regionen Normandie i nordvästra Frankrike. Kommunen ligger i kantonen Le Theil som tillhör arrondissementet Mortagne-au-Perche. År 2022 hade Saint-Hilaire-sur-Erre 486 invånare.

## Befolkningsutveckling
Antalet invånare i kommunen Saint-Hilaire-sur-Erre
| Referens: INSEE |